# Formica fuliginothorax
Formica fuliginothorax é uma espécie de formiga do gênero Formica, pertencente à subfamília Formicinae.